# Estació de la Tor de Querol
La Tor de Querol o la Tor de Querol - Enveig (oficialment en francès Latour-de-Carol–Enveitg) és una estació de ferrocarril situada a la comuna nord-catalana d'Enveig, a l'Alta Cerdanya, propera al poble de la Tor de Querol. A l'estació hi paren trens de SNCF (companyia pública francesa) i trens de l'R3 de Rodalies de Catalunya (operat per l'empresa pública espanyola Renfe Operadora).
Està situada majoritàriament al sud-oest del terme d'Enveig, però l'extrem nord-oest de l'estació entra dins del terme de la Tor de Querol, a l'extrem de llevant d'aquest terme. És a prop a ponent del poble d'Enveig, dins del qual terme es troba l'edifici principal de l'estació.
Té la peculiaritat de tenir vies de tres amples, dos modes de presa de corrent i tres tipus de tensió diferents:
- Ample estàndard (1,435m) a la línia «Portet-Saint-Simon – Puigcerdà» en direcció a Tolosa de Llenguadoc, amb catenària i electrificat a 1.500 volts en corrent continu.
- Ample mètric o via estreta a la línia del Tren Groc, o línia de Cerdanya), en direcció a Vilafranca de Conflent, amb tercer rail i electrificat a 850 volts en corrent continu.
- Ample ibèric (1,668m) a la línia Ripoll-Puigcerdà, amb catenària i electrificat a 3.000 volts en corrent continu.

L'any 2016 va registrar l'entrada de 6.000 passatgers de la línia R3. El nombre de passatgers de la SNCF va ser de 44.196.

## Serveis ferroviaris
| Procedència/Destinació | <              | Línia     | >           | Procedència/Destinació                  |
| ---------------------- | -------------- | --------- | ----------- | --------------------------------------- |
| Rodalia de Barcelona   |                |           |             |                                         |
| terminal               | terminal       |           | Puigcerdà   | L'Hospitalet de Llobregat               |
| TER d'Occitània        |                |           |             |                                         |
| terminal               | terminal       | Tren groc | Bena-Feners | Vilafranca de Conflent - Vernet - Fullà |
| Tolosa-Matabuòu        | Portè-Pimorent |           | terminal    | terminal                                |
| Tren de nit            |                |           |             |                                         |
| París-Austerlitz       | Portè-Pimorent | Intercité | terminal    | terminal                                |

## Galeria d'imatges

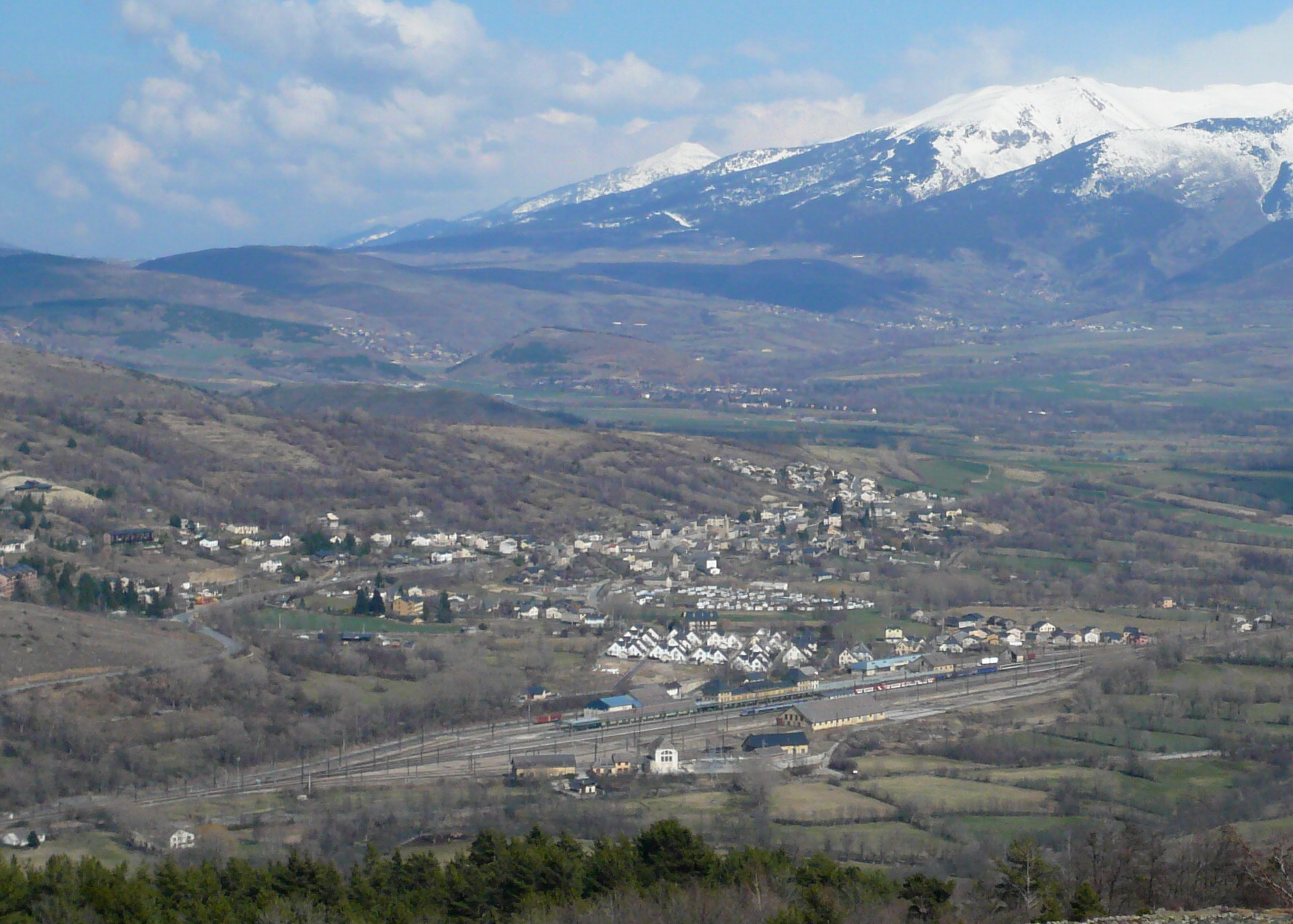
Vista de l'estació des de Guils de Cerdanya
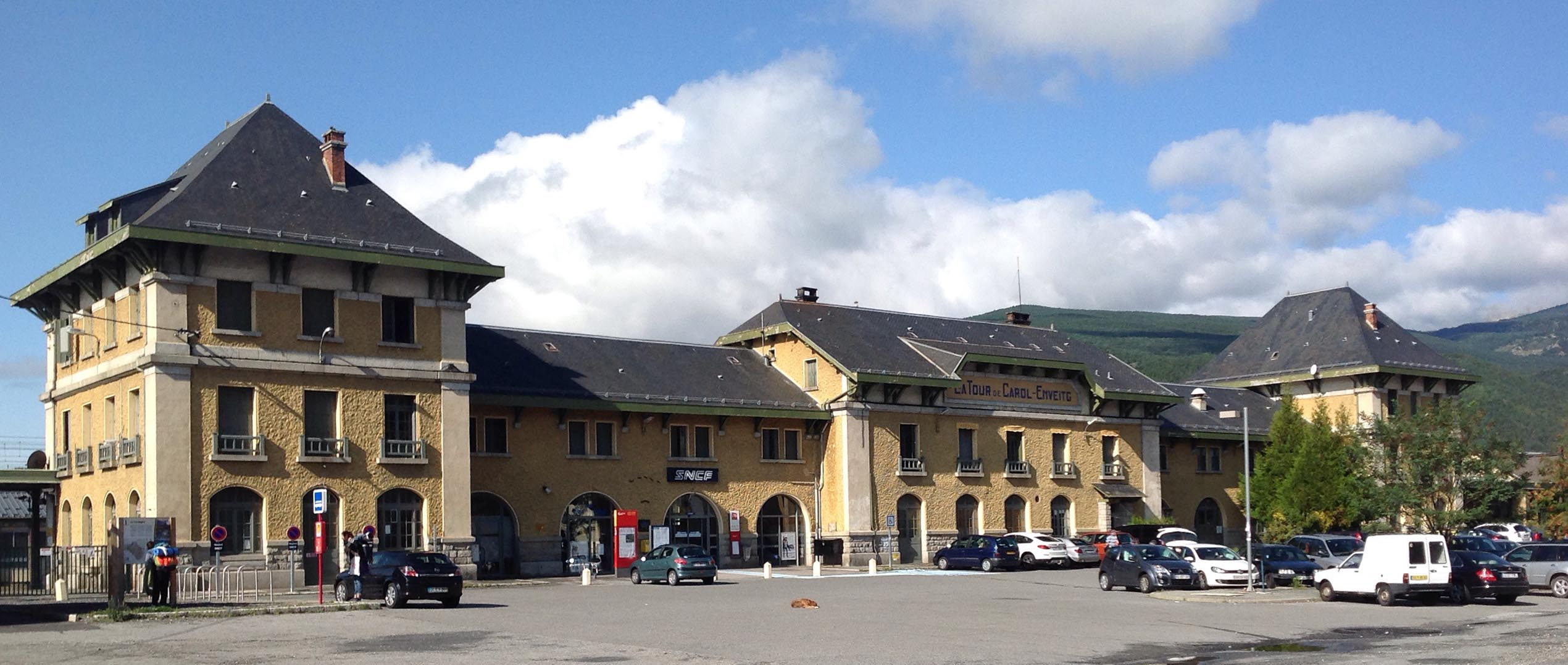
L'edifici de viatgers
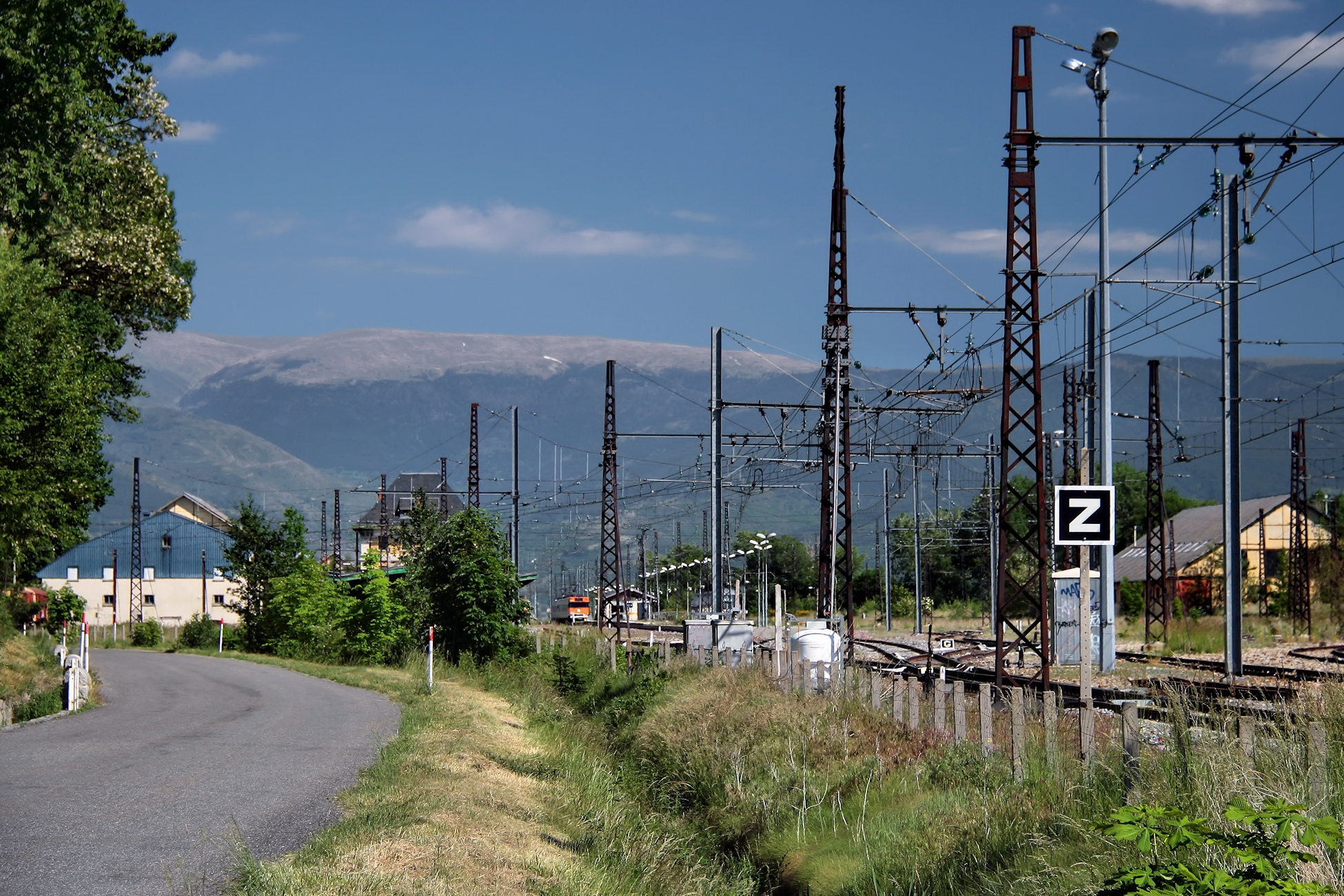
Visió lateral de l'estació cap a Puigcerdà i el Puigmal

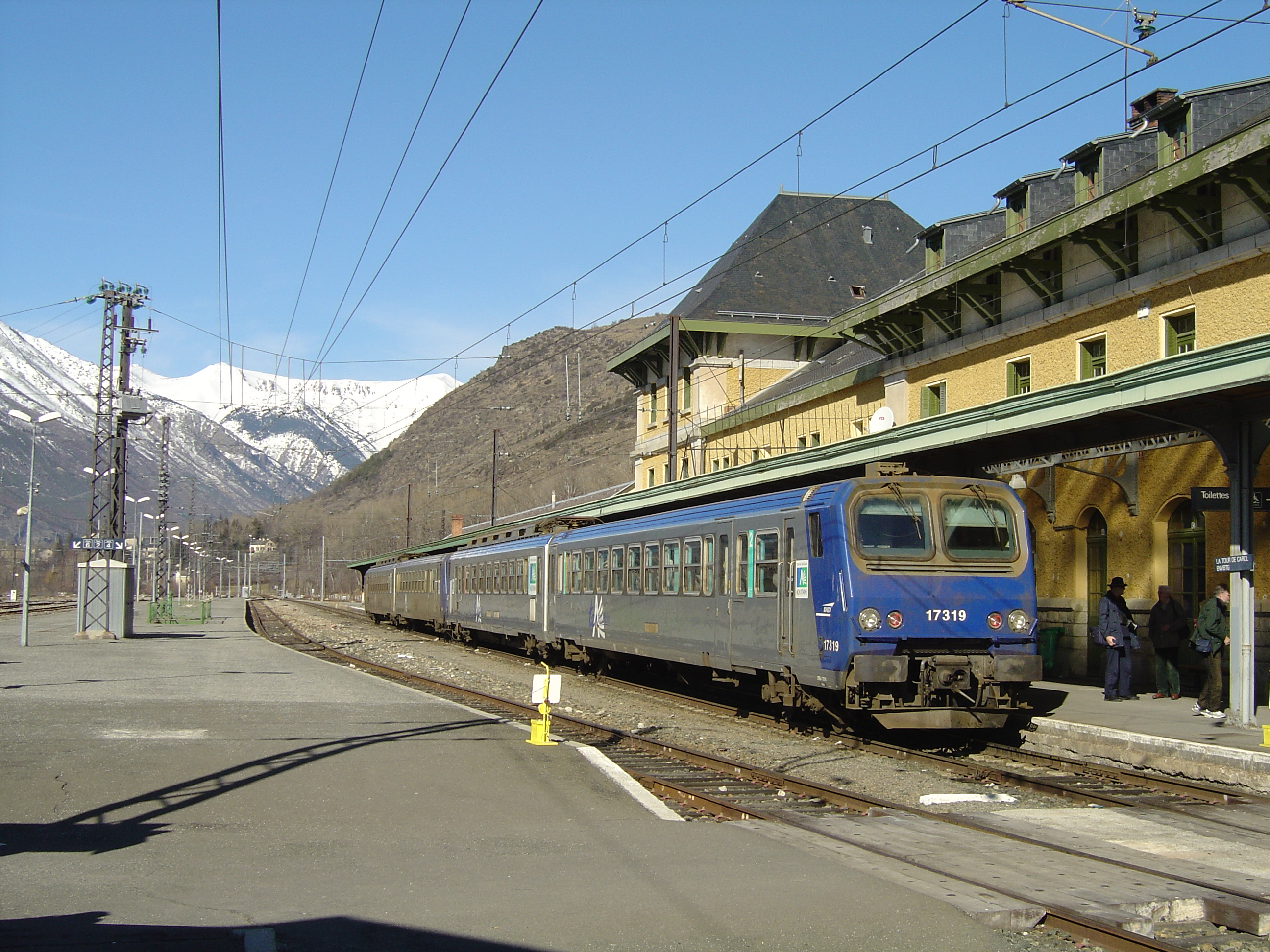
L'estació el 2004 amb visió cap el Pimorent
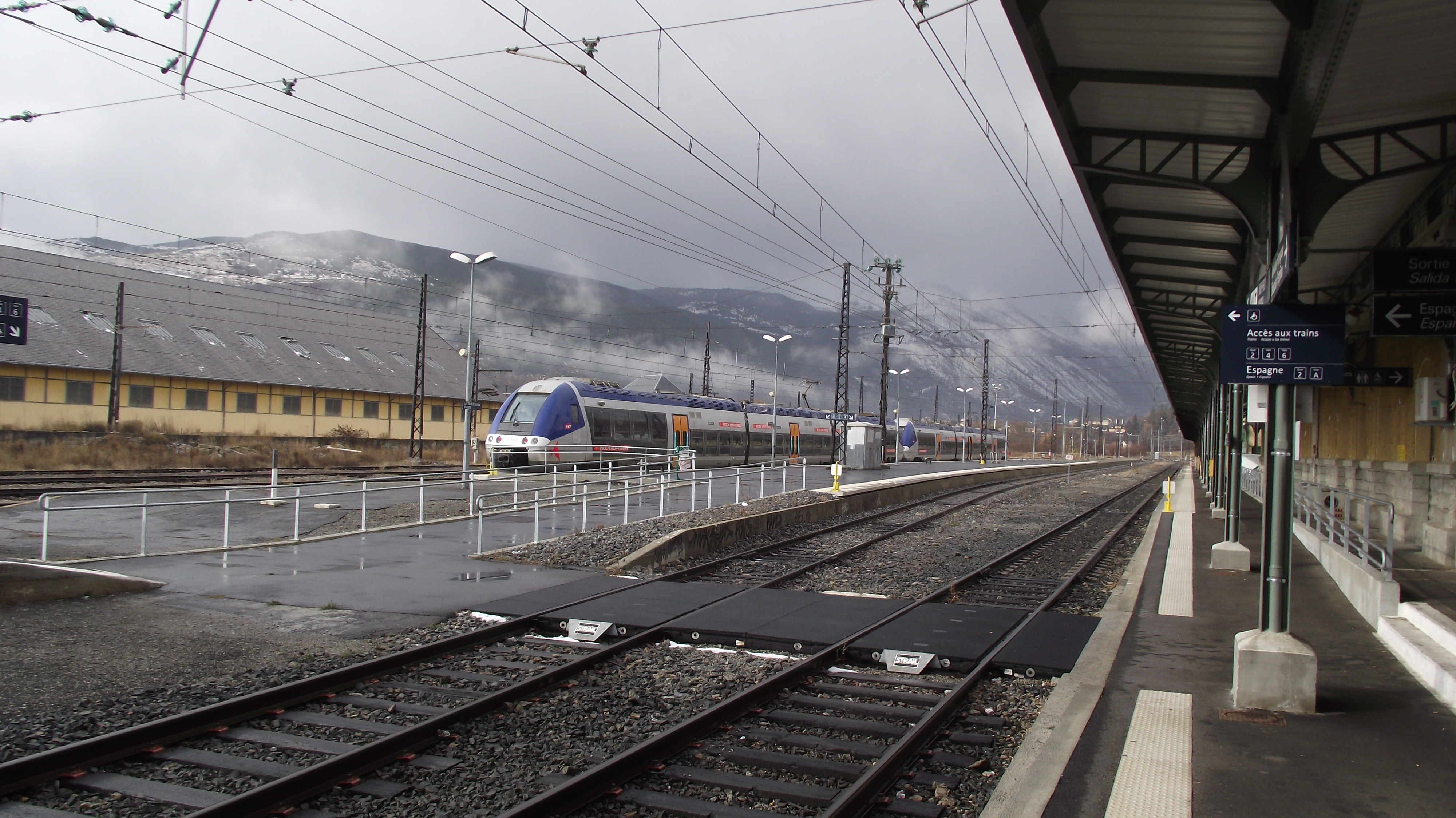
Unitats Z 27500 a l'estació el 2011
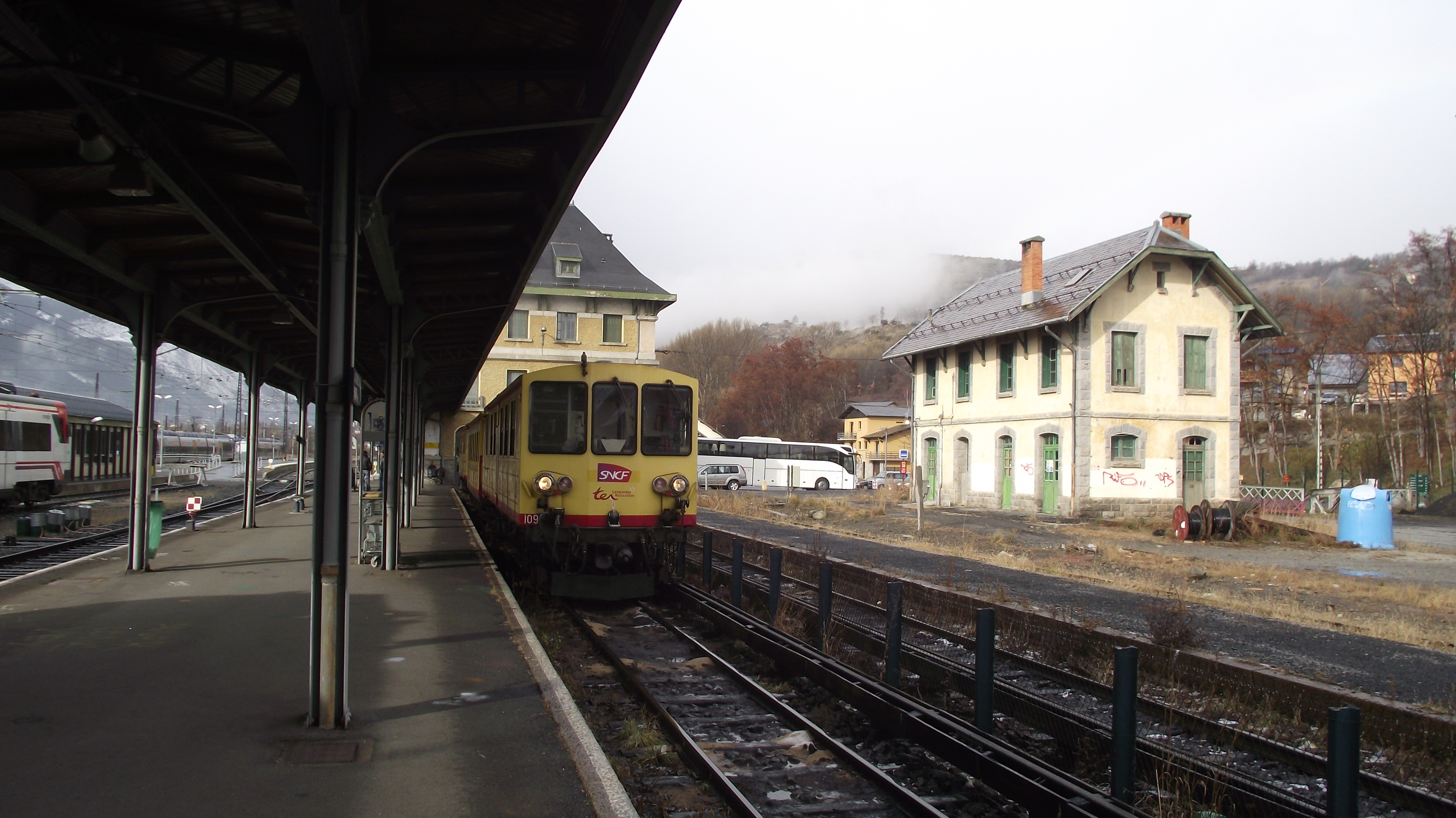
Andana del tren groc a l'estació
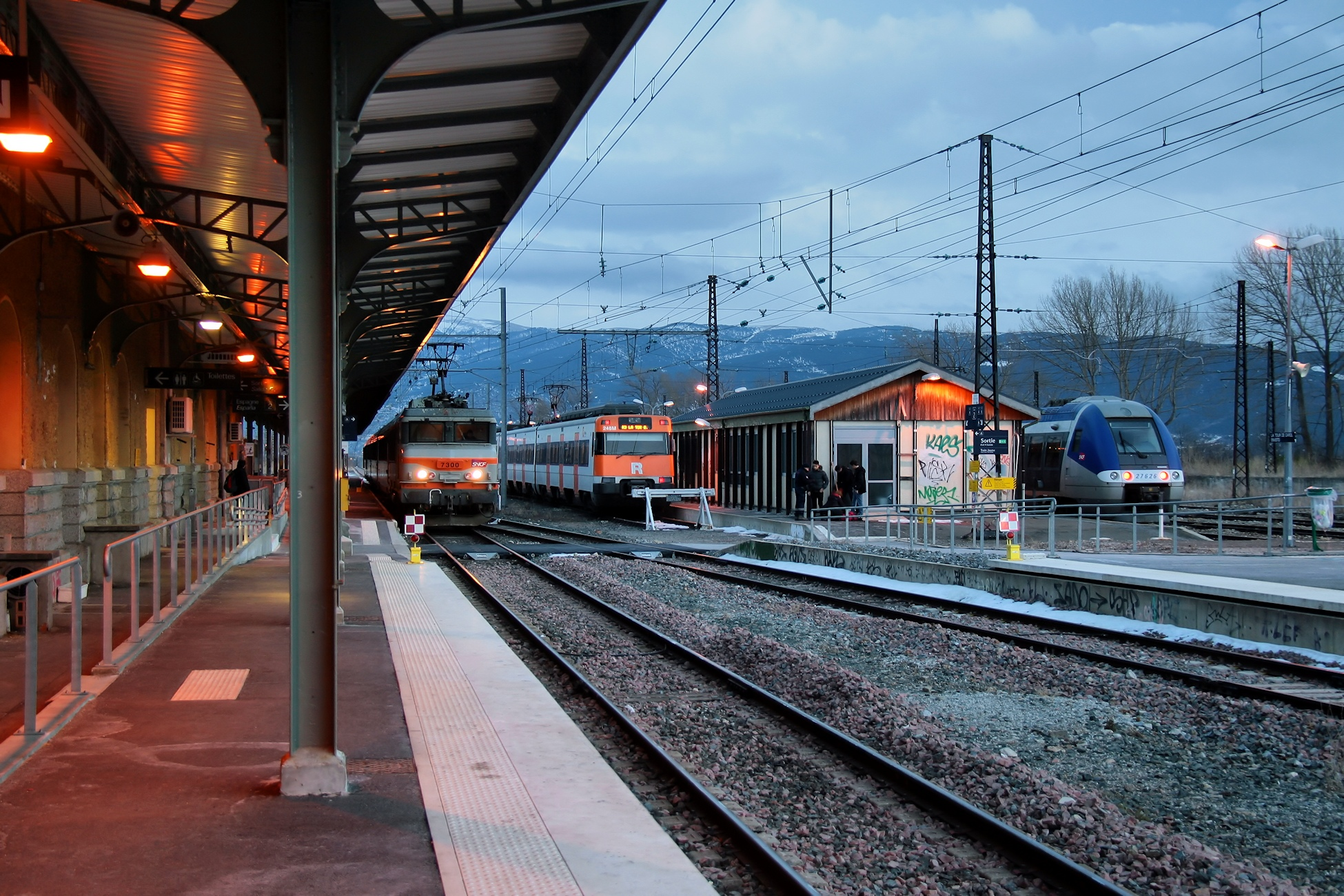
Interciti direcció París, R3 direcció Barcelona i TER procedent de Tolosa